# Beholla
Beholla (Бехолла) — пистолет, производившийся как второстепенное оружие солдат Германской империи во время Первой мировой войны.
Разработан: Скорее всего 1915 год.
Производство: 1915—1918 годы
Войны: Первая мировая
Выпущено: 45 000 штук
Патрон: 7,65 (в некоторых версиях 6,35 Браунинг)
Магазин: 7 патронов
Длина: 140мм
Длина ствола: 75мм
Вес без патронов: 640гр (0,64 кг)
История:
Пистолет был разработан немецкой фирмой "Беккер и Холандер" (полное название "Becker & Hollander Waffenbau") из города Зуль, примерно в 1915 году как вторичное оружие для нужд германской армии. Именно в этом городе во времена ГДР будет налажено производство лицензионных копий Автомата Калашникова. Пистолет производился довольно малым по меркам военного времени тиражом и не имел особых конструктивных особенностей. Известно, что все пистолеты имели официальные клейма, подтверждающие, что оружие прошло государственные испытания и пригодно к службе в армии Германской империи. После окончания Первой Мировой войны, вероятно, некоторое количество пистолетов собрали из оставшихся деталей, однако фактически, выпуск пистолета после войны закончился.
Система оружия:
Пистолет использует конструкцию свободного затвора. По своим характеристикам, его можно отнести к категории компактных пистолетов. Калибр - 7,62×17 мм Browning (.32 ACP). Некоторые пистолеты были под патрон 6,35 Browning. Ёмкость магазина 7 патронов. 
Разборка:
Отличительной особенностью пистолета, является процесс его разборки. Через отверстие в затворе нужно выдавить шпильку удерживающую на месте ствол, это можно осуществить при помощи тонкой отвёртки или иных подручных средств. После этого затвор ставится на затворную задержку, роль которой играет выступ предохранителя. Ствол нужно сдвинуть назад, его можно снять после того, как прилив под стволом выйдет из зацепления с рамкой. В дальнейшем, придерживая затвор, необходимо снять его с затворной задержки, нажать на спусковой крючок и сдвинуть затвор с рамки вперёд. На спусковой крючок (в простонародии, ошибочно, курок) можно не нажимать, однако в таком случае пружина и ударник выскочат и вылетят из оружия, тогда как если осуществить столь опасную на первый взгляд махинацию и нажать спуск, эти детали можно будет легко снять.
Копии оружия:
Производителем «Бехоллы» была компания «Беккер и Холандер», как становится понятно, пистолет получил название от слогов Бе Хо и Ла в названии производителя. Позже компания была переименована в "Стенда Верке", пистолеты выпущенные с того момента назывались "Стенда". Копии пистолетов Beholla и Stenda от других немецких производителей получили названия Менц, Мента и Леонхардт. По некоторым неподтверждённым данным, немецкое командование изначально планировало выпускать пистолеты сразу на нескольких предприятиях.
Эксплуатация:
Применялись солдатами германской армии в годы Первой Мировой войны. Можно также предполагать, что эти пистолеты в будущем могли поступить на вооружение армии и полиции Веймарской республики, на гражданский рынок, а какие-то могли попасть в руки различных фрайкоров.
Ссылки на источники:
https://grozab.livejournal.com/25983.html Процесс разборки пистолета Beholla.